# Powiat dąbrowski (1795–1807)
Powiat dąbrowski (niem. Kreis Dombrowa) – jednostka administracyjna na ziemiach zabranych istniejąca w latach 1795–1807. Należała do Królestwa Prus (do departamentu białostockiego Prus Nowowschodnich). Siedzibą władz powiatu była Dąbrowa.

## Historia
16 listopada 1794 upadło powstanie kościuszkowskie, w rok później upadła I Rzeczpospolita. Po trzecim rozbiorze tereny północno-wschodniej Polski weszły w skład państwa pruskiego, które utworzyło z nich nową prowincję Prusy Nowowschodnie z podziałem na dwa departamenty: białostocki i płocki. Departament białostocki podzielono na dziesięć powiatów (dystryktów) – jednym z nich był powiat dąbrowski.
Powiat dąbrowski utworzono z północnych części powiatu grodzieńskiego (I Rzeczpospolita) I Rzeczypospolitej. Powiat dąbrowski objął 10 miast: Dąbrowa, Hołynka, Korycin, Kuźnica, Lipsk, Nowy Dwór, Raczki, Sidra, Sopoćkinie, Suchowola i Sztabin.
Powiat dąbrowski zniesiono na mocy traktatu tylżyckiego z 1807 roku, kiedy to część jego terytorium odłączono od Prus i przekazano Rosji, gdzie weszło w skład obwodu białostockiego i utworzonego tam powiatu sokólskiego (okolice Dąbrowy, Korycina, Kuźnicy, Nowego Dworu, Sidry i Suchowoli). Natomiast okolice Hołynki, Lipska, Raczek, Sopoćkiń i Sztabina weszły w skład Księstwa Warszawskiego, państwa polskiego związanego unią personalną z Królestwem Saksonii, gdzie zostały włączone do departamentu łomżyńskiego.